# 2PU
2PU est un groupe de rap metal polonais, originaire de Zielona Góra. Le groupe publie plusieurs EP : Find Another Way… en 2002, Banana Core en 2003, Banana Core vol.2 et Nun! en 2004, avant son premier album studio, intitulé 2 Public Use.

## Biographie
2PU est formé en 2001 à Zielona Góra. Le groupe publie plusieurs EP : Find Another Way… en 2002, Banana Core en 2003, Banana Core vol.2 et Nun! en 2004. Le groupe signe avec Universal Music Group en 2005, et ce n'est qu'à partir de cette année que 2PU publie son premier album studio, intitulé 2 Public Use au label Decca. Ils participent à plusieurs grands festivals comme le Przystanek Woodstock/Haltestelle Woodstock et l'Union of Rock,.
En 2006, le groupe annonce sa séparation. Tous les membres quittent le groupe, à l'exception du guitariste Jacek « Jaca » Brzuz, qui recrute alors Izabela « Iza » Miedejszo au chant, Andrzej « Andrew » Piwowar à la batterie et Marek « Wicek » Wiskowski à la basse. Ils jouent ensemble en concert en Allemagne et en Pologne, et sont plutôt bien accueillis par le public et la presse spécialisée. En 2008 sort l'EP Twoja Wina, dont l'enregistrement est effectué chez Universal Music Group, à New York. Il est masterisé par Peter Doelle (Miles Davis, Barbra Streisand, Céline Dion, Frank Sinatra, Elton John). L'EP est réédite le 1er décembre 2009 sous le titre en anglais Your Fault et publié en téléchargement payant sur notamment iTunes, Amazon, Napster ou Rhapsody. Le groupe ne montre plus signe de vie depuis.

## Membres
- Jacek « Jaca » Brzuz - guitare (2001–2009)
- Izabela « Iza » Miedejszo – chant (2006–2009)
- Andrzej « Andrew » Piwowar – batterie (2006–2009)
- Marek « Wicek » Wiskowski – basse (2006–2009)

## Discographie

### Albums studio
- 2005 : 2 Public Use

### EP
- 2002 : Find Another Way…
- 2003 : Banana Core
- 2004 : Banana Core vol.2
- 2004 : Nun!
- 2008 : Twoja Wina (réédité sous le titre en anglais Your Fault)